# Cycloteres
Cycloteres är ett släkte av skalbaggar. Cycloteres ingår i familjen vivlar.

## Dottertaxa tillCycloteres, i alfabetisk ordning[1]
- Cycloteres aranea
- Cycloteres audouini
- Cycloteres bimaculatus
- Cycloteres bipartitus
- Cycloteres brevis
- Cycloteres brullei
- Cycloteres contractus
- Cycloteres curvilineatus
- Cycloteres densepunctatus
- Cycloteres elegantulus
- Cycloteres elongatulus
- Cycloteres fallax
- Cycloteres fasciculatus
- Cycloteres grisescens
- Cycloteres humeralis
- Cycloteres laevis
- Cycloteres laeviventris
- Cycloteres latipennis
- Cycloteres minor
- Cycloteres nemoralis
- Cycloteres oblongicollis
- Cycloteres ovipennis
- Cycloteres paleatus
- Cycloteres pallidus
- Cycloteres socius
- Cycloteres solitarius
- Cycloteres striatus
- Cycloteres sulcostriatus
- Cycloteres tuberculatus
- Cycloteres variegatus